# Русская Ивановка
Русская Ивановка (каз. Русская Ивановка) — село в Осакаровском районе Карагандинской области Казахстана. Входит в состав сельского округа Сарыозек. Код КАТО — 355635200.
В нескольких км южнее находится станция Астаховка железной дороги Караганда — Астана.

## Население
В 1999 году население села составляло 261 человек (131 мужчина и 130 женщин). По данным переписи 2009 года, в селе проживало 180 человек (90 мужчин и 90 женщин).